# Areal
Areal is een gemeente in de Braziliaanse deelstaat Rio de Janeiro. De gemeente telt 11.982 inwoners (schatting 2009). De plaats ligt aan de rivier de Preto.

## Aangrenzende gemeenten
De gemeente grenst aan Paraíba do Sul, Petrópolis en Três Rios.

## Verkeer en vervoer
De plaats ligt aan de radiale snelweg BR-040 tussen Brasilia en Rio de Janeiro. Daarnaast ligt ze aan de wegen BR-492 en RJ-134.